# Karl Friedrich Schönwälder
Karl Friedrich Schönwälder (* 20. Februar 1805 in Goldberg i. Schlesien, Regierungsbezirk Liegnitz, Provinz Schlesien; † 24. Oktober 1888 in Görlitz) war ein deutscher Altphilologe, Historiker und Gymnasiallehrer.

## Leben
Schönwälder wuchs als ältester Sohn in einer Kaufmannsfamilie mit fünf Kindern auf. Sein Vater († 1820) besaß ein Tuch- und Spezereigeschäft. Schönwälder besuchte zunächst mehrere Jahre lang die städtische Lateinschule, erhielt ab 1816 Privatunterricht und bereitete sich seit Herbst 1819 an der Ritterakademie Liegnitz auf das Hochschulstudium vor. Ab Herbst 1824 besuchte er die Universität Breslau, wo er Vorlesungen von Wachler und Steffens hörte, zwei Jahre darauf die Universität Berlin. Hier erhielt er geistige Anregungen besonders durch die Vorlesungen des Philosophen Georg Wilhelm Friedrich Hegel, des evangelischen Theologen Philipp Konrad Marheineke, des Altphilologen und Philosophen Friedrich Schleiermacher sowie des auf Kirchengeschichte spezialisierten evangelischen Theologen August Neander.
Philosophische Fragen beschäftigten ihn zeitlebens. Seit 1828 wirkte Schönwälder als promovierter Gymnasiallehrer, Oberlehrer und Professor am Gymnasium „Illustre Brigense“  in Brieg. Er erteilte in den oberen Klassen vorzugsweise Unterricht in Geschichte und Geographie. Nebenher betrieb er Heimatforschung und veröffentlichte geschichtswissenschaftliche Abhandlungen über Regionen Schlesiens und der Oberlausitz.
Um 1836 unternahm Schönwälder eine 15-monatige Auslandsreise nach Griechenland und Italien, während der er erkrankte. Im Herbst 1837 kehrte er nach Brieg zurück. Im April 1839 heiratete er die Tochter seines kurz zuvor verstorbenen Direktors, des Philologen J. Schmieder. Seine Frau gebar ihm einen Sohn, verstarb jedoch nach zehn Jahren an einer chronischer Krankheit. Schönwälder litt im Alter zunehmend an Gehörschwäche. Er ließ sich 1874 als Lehrer pensionieren, behielt jedoch seinen Frohsinn, blieb nach wie vor agil und nahm am öffentlichen Geistesleben teil. Er verweilte noch ein Jahr lang in seiner liebgewonnenen Piastenstadt Brieg und zog 1875 nach Görlitz zur Familie seines Sohns, des Archidiakons Schönwälder. In Görlitz war er noch dreizehn Jahre lang als Sekretär der Oberlausitzischen Gesellschaft der Wissenschaften tätig, bis zu seinem nach kurzer Krankheit unerwarteten Tod. In den Jahren 1876–1888 hatte Schönwälder als Herausgeber des Neuen Lausitzischen Magazins (Bände 52–64) fungiert.

## Werke  (Auswahl)
- Über die Grenzen des Gaues Zagost. In: Neues Lausitzisches Magazin, Görlitz 1878, S. 294–304, 366–373; 1881, 385–401.
- Geschichtliche Ortsnachrichten von Brieg und seinen Umgebungen
  - Teil I: Einleitung – Vorstädte – Umgegend, Kern, Breslau 1846 (Google Books)
  - Teil II: Befestigung der Stadt – Schloß- und Stifts-Platz, Falch, Breslau 1847 (Google Books)
- Die Piasten zum Briege oder Geschichte der Stadt und des Fürstenthums Brieg, Bänder, Brieg 1855/56
  - Band I: Von den ältesten Nachrichten bis zum Jahre 1521. Mit der Genealogie des Fürstenhauses. Brieg 1855 (Google Books)
  - Band II: Von der Kirchenreformation bis zur Verleihung des Majestätsbriefes (1521 bis 1609). Brieg 1855  (Google Books)
  - Band III:  Von Verleihung des Majestätsbriefes bis zum Erlöschen des Fürstenhauses 1609 – 1675. Mit einem Anhange über die kaiserliche Regierung  1675 – 1741 und die alte Verfassung des Landes. Brieg 1856 (Google Books).
- Die beiden Dulder, Hiob und Odysseus, Brieg 1860.
- Die Iphigenien von Euripides, Racine und Göthe, 1865.
- mit Johann J. Guttmann: Geschichte des Königlichen Gymnasiums zu Brieg, Breslau 1869 (Google Books).
- Das Quellengebiet der Görlitzer Neiße oder der Zagost und seine Bevölkerung. In: Neues Lausitzisches Magazin, Band 63, 1887, S. 175–250.

## Ehrungen
- Doktor der Philosophie ehrenhalber der Universität Breslau
- Ehrenmitglied der Schlesischen Gesellschaft für vaterländische Kultur, deren korrespondierendes Mitglied er war
- Ehrenbürger der Stadt Brieg